# Microsema nazidaria
Microsema nazidaria är en fjärilsart som beskrevs av Walker 1860. Microsema nazidaria ingår i släktet Microsema och familjen mätare. Inga underarter finns listade i Catalogue of Life.